# Plamki Fordyce’a

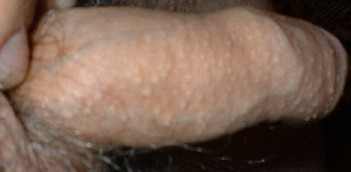
Przykład plamek Fordyce’a na prąciu

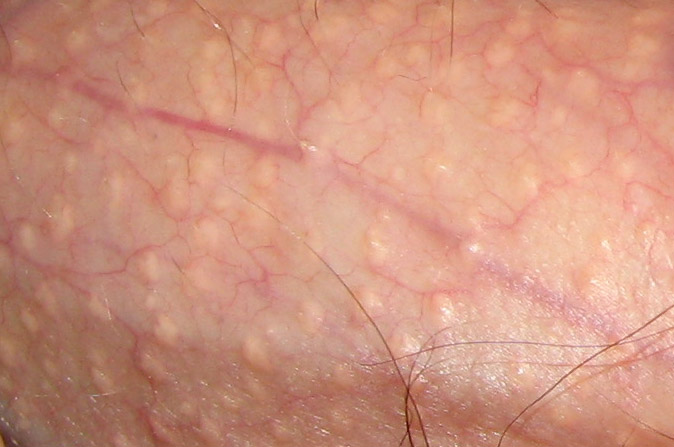
Zbliżenie na plamki Fordyce’a na prąciu

Plamki Fordyce’a – są to ektopowe gruczoły łojowe widoczne jako małe, bezbolesne, blade, białe, żółte lub czerwone plamki lub grudki o średnicy 1–3 mm zlokalizowane na trzonie prącia, mosznie, wargach sromowych, błonie śluzowej warg i policzków. Mogą występować w znacznej liczbie. Plamki występują powszechnie, są spotykane u mężczyzn i kobiet w każdej grupie wiekowej. Plamki Fordyce’a nie są związane z żadną chorobą i ewentualnie mogą stanowić pewien problem kosmetyczny.
Ich nazwa pochodzi od nazwiska amerykańskiego dermatologa, Johna Addisona Fordyce’a.
Plamki Fordyce’a mogą pojawiać się także w innych lokalizacjach:
- na żołędzi (zmiany gruczołów Tysona),
- na otoczce sutkowej (aureoli) – (zmiany gruczołów Montgomerego),
- na powiekach – (zmiany gruczołów Meiboma)[5].

Nie należy ich mylić z perlistymi grudkami prącia.
Plamki Fordyce’a bywają przedmiotem konsultacji dermatologicznej z powodu obaw o chorobę przenoszoną drogą płciową (zwłaszcza kłykciny kończyste) lub nowotwór złośliwy. Innym powodem konsultacji dermatologicznej może być zaniepokojenie wyglądem prącia i obawą przed negatywną reakcją partnera lub partnerki.

## Przyczyny
Choć wydaje się, że istnieje podłoże genetyczne dla tej przypadłości, to jest ona idiopatyczna. Nie jest zaraźliwa i nie jest powodowana przez jakiegokolwiek wirusa. Plamki są obecne już od chwili narodzin, ale ich liczba zwiększa się znacznie w okresie dojrzewania, co związane jest ze zmianami gospodarki hormonalnej.

## Rozpowszechnienie
Plamki Fordyce’a są powszechne wśród dorosłych mężczyzn (ok. 80%). Mogą występować jako pojedyncze zmiany lub w symetrycznych grupach. Przeważnie mają średnicę 1–3 mm.

## Usuwanie plamek Fordyce’a
Plamki Fordyce’a są uważane za zjawisko fizjologiczne i nie zaleca się leczenia.
Leczenie laserem, takim jak laser CO2 lub elektryczne wysuszanie były stosowane z pewną skutecznością jako środki zmniejszające defekty kosmetyczne. Pewną skuteczność wykazano również wykorzystując lasery Pulse Dye stosowane zwykle przy leczeniu rozrostu gruczołów łojowych, który jest podobny do plamek Fordyce’a. Leczenie przy wykorzystaniu laserów tego typu nie pozostawia blizn, ale zwykle jest kosztowne.